# Folly Ayayi
Folly Ayayi, né le 29 décembre 1990, est un footballeur international ivoirien, qui possède aussi la nationalité togolaise. Il joue au poste de gardien de but à l'ASEC Mimosas.

## Biographie

### En club
Après avoir joué en deuxième division ivoirienne à l'Institut de Football Ehouman Richard, Ayayi joue en première division avec le SC Gagnoa durant quatre saisons et demie.
Il joue de 2019 à 2022 avec le Racing Club d'Abidjan, avec qui il est sacré champion de Côte d'Ivoire en 2020.
En 2022, après trois saisons passées au Racing Club d'Abidjan, Folly Ayayi rejoint l'ASEC Mimosas.

### En sélection
Bien qu'il possède aussi la nationalité de son pays natal, le Togo, Ayayi représente la Côte d'Ivoire au niveau international.
Il est convoqué en septembre 2022 en sélection A, mais ne peut la rejoindre pour des raisons d'ordre administratif.
Avec l'équipe de Côte d'Ivoire A', Ayayi participe au Championnat d'Afrique des nations en 2023. Ses performances en phase de groupes sont remarquées, en particulier lors du match face à l'Ouganda.
Il honore sa première sélection avec l'équipe A le 28 mars 2023 en qualifications à la CAN face aux Comores, et garde sa cage inviolée. Le 17 juin, il joue son second match, perdu 3-0 contre la Zambie.

## Palmarès

### En sélection nationale
- Côte d'Ivoire
  - Vainqueur de la Coupe d'Afrique des nations en 2024